# Kolonia Stara Wieś (Stara Wieś)
Kolonia Stara Wieś (dawn. Stara Wieś-Kolonia) – niestandaryzowana kolonia wsi Stara Wieś w Polsce, położona w województwie łódzkim, w powiecie piotrkowskim, w gminie Rozprza. 
Dawniej wieś. Rozpościera się na północ od centrum Starej Wsi. Od wschodu graniczy ze wsią Nowa Wieś.
19 X 1933 utworzono gromadę Kolonja Stara Wieś w granicach gmina Rozprza. Jesienią weszła w skład nowo utworzonej gromady Rozprza
W latach 1975–1998 miejscowość administracyjnie należała do województwa piotrkowskiego.